# Bilma Kanuri jezik
Bilma Kanuri jezik (ISO 639-3: bms; bla bla, kanouri, kanoury), nilsko-saharski jezik kojim govore Kanuri u okolici Bilme na sjeveroistoku Nigera. Jedan je od pet jezika kanurske podskupine, šire zapadnosaharske skupine. Govori ga oko 20 000 ljudi (2003).
Postoje dva dijalekta nazvana po oazama bilma i fachi.

## Vanjske poveznice
- Ethnologue (15th)